# Adriana Innocenti
Adriana Innocenti, detta Nana (Portico e San Benedetto, 16 ottobre 1926 – Torino, 4 marzo 2016), è stata un'attrice e regista teatrale italiana, attiva in teatro, cinema e televisione. Nel 2013 è stata insignita Cavaliere del Lavoro per meriti artistici.

## Biografia
Diplomatasi negli anni quaranta all'Accademia Nazionale d'Arte Drammatica, debutta in teatro con La cena delle beffe nella compagnia di Annibale Ninchi.
Nel 1965 è stata insignita con il Premio San Genesio per l'interpretazione teatrale de La Venexiana.
Debuttò in televisione nel 1954 in Delitto e castigo,  a dirigerla fu, in quella circostanza, il regista Franco Enriquez; quattro anni dopo, nel 1958 prese parte come interprete alla trasmissione Il teatro dei ragazzi. Ha dato la voce alla Gallina Tric Trac, programma per bambini di Guido Stagnaro.
Come interprete caratterista per il cinema ha lavorato in film di qualità con registi di vaglia come, ad esempio, Pupi Avati, Ettore Scola e Pasquale Festa Campanile.
Ha interpretato anche film più leggeri e della commedia all'italiana: in Acapulco, prima spiaggia... a sinistra impersonava la madre dell'attore Andrea Roncato.
Come attrice di teatro ha lavorato con Vittorio De Sica (Liolà), Franco Enriquez (La locandiera, Il gabbiano), Giorgio Strehler (per tre anni Madama Peatchum ne L'Opera da tre soldi, con Domenico Modugno e Milva).
A lungo attiva anche nell'operetta, fu nel 1972 Cecilia ne La principessa della Czarda con Elio Pandolfi, poi la Principessa Elisabetta di Kuddenstein in La Contessa Mariza di Emmerich Kálmán con Leopoldo Mastelloni e nel 1975 Pomerania ne Il Paese dei Campanelli con Aurora Banfi, Elena Baggiore e Sandro Massimini.
Ha fondato il Teatro Popolare di Roma insieme a Piero Nuti e Maurizio Scaparro.
Dal 1984 interpreta il monologo Erodiade, riscritto per lei da Giovanni Testori.
Negli anni della senilità, trasferitasi a Torino, rimane attiva prevalentemente in teatro, conducendo ormai una carriera artistica sessantacinquennale.
Nel 2008 esce A piedi nudi nel teatro, una divertente autobiografia in cui racconta aneddoti e incontri di una carriera variegata ed eterogenea.

## Filmografia

### Cinema
- Ombre su Trieste, regia di Nerino Florio Bianchi (1952)
- L'assassino si chiama Pompeo, regia di Marino Girolami (1962)
- Attenti al buffone, regia di Alberto Bevilacqua (1975)
- Non si scrive sui muri a Milano, regia di Raffaele Maiello (1975)
- Caro Michele, regia di Mario Monicelli (1976)
- Il gatto, regia di Luigi Comencini (1977)
- On peut le dire sans se fâcher, regia di Roger Coggio (1978)
- Aragosta a colazione, regia di Giorgio Capitani (1979)
- La Venere d'Ille, regia di Mario e Lamberto Bava (1979)
- Acapulco, prima spiaggia... a sinistra, regia di Sergio Martino (1983)
- Il petomane, regia di Pasquale Festa Campanile (1983)
- Festa di laurea, regia di Pupi Avati (1985)
- Le vigne di Meylan, regia di Rocco Cesareo (1993)
- La vera vita di Antonio H., regia di Enzo Monteleone (1994)
- La cena, regia di Ettore Scola (1998)
- Bag-snatching, regia di Pietro Giau (2003) - cortometraggio
- Effetto Masca, regia di Pietro Giau (2006)
- Fuga di cervelli, regia di Paolo Ruffini (2013)
- Labbra mute, regia di Antonio Maciocco (2015) - cortometraggio

### Televisione
- Delitto e castigo, di Fëdor Dostoevskij, regia di Franco Enriquez, trasmessa il 12 marzo 1954.
- La gelosa, di Alexandre Bisson, regia di Claudio Fino, 2 settembre 1955.
- La domenica ci si riposa, di Valentino Bompiani, regia di Claudio Fino, 6 marzo 1956.
- Mario e Maria, di Sabatino Lopez, regia di Silverio Blasi, 23 marzo 1956.
- La serenata al vento, di Carlo Veneziani, regia di Claudio Fino, 13 luglio 1956.
- I dialoghi delle Carmelitane di Georges Bernanos, regia di Tatiana Pavlova, 2 novembre 1956.
- Medea, di Euripide, regia di Sarah Ferrati, 11 gennaio 1957.
- Lilly e il poliziotto, di Bruno Corbucci e Giovanni Grimaldi, regia di Vittorio Brignole, 25 marzo 1957.
- L’arma del delitto, di Jenny Evans, regia di Eros Macchi, 14 ottobre 1958.
- Madame Sans-Gêne, di Victorien Sardou, regia televisiva di Vittorio Brignole, 4 maggio 1959.
- Vita col padre e con la madre, regia di Daniele D'Anza, 4 puntate, dal 7 al 28 febbraio 1960.
- Ma la pelle è la mia, di Paolini e Silvestri, regia di Giancarlo Galassi Beria, 29 marzo 1960.
- Mariana Pineda, di Federico García Lorca, regia di Alessandro Brissoni, 13 maggio 1960.
- Andromaca, di Jean Racine, regia di Giacomo Vaccari, 3 giugno 1960.
- Le buone occasioni, di Chiara Serino, regia di Edmo Fenoglio, 6 settembre 1960.
- Le troiane, di Euripide, regia di Claudio Fino, 7 ottobre 1960.
- La locandiera, di Carlo Goldoni, regia di Claudio Fino, 30 dicembre 1960.
- Il maestro dei ragazzi, di Aldo Nicolaj, regia di Edmo Fenoglio, 16 novembre 1961.
- La brocca rotta, di Heinrich von Kleist, regia di Sandro Bolchi, 27 dicembre 1961.
- I nervi, da Anton Čechov, regia di Vito Molinari, 2 agosto 1962.
- La tua mano, di Tennessee Williams e Donald Wyndham, regia di Eros Macchi, 6 agosto 1962.
- Le donne sapienti, di Molière, regia di Alessandro Brissoni, 21 dicembre 1962.
- Un alibi per me, di Ferruccio Turrini, regia di Carla Ragionieri, 23 e 30 gennaio 1963.
- L'arma segreta, di Achille Saitta, regia di Leonardo Cortese, 27 settembre 1963.
- Il provino, di Martino Montero, regia di Lydia C. Ripandelli, 1 gennaio 1964.
- La facciata, di Fausto Maria Martini, regia di Giuliana Berlinguer, 4 agosto 1964.
- La porta, di Massimo Dursi, regia di Giacomo Colli, 26 ottobre 1964.
- I fratelli Castiglioni, di Alberto Colantuoni, regia di Gianfranco Bettetini, 19 novembre 1965.
- L’età del sì, di Belisario Randone, regia di Lydia C. Ripandelli, 24 giugno 1966.
- La locandiera, di Carlo Goldoni, regia di Franco Enriquez, 28 settembre 1966.
- Alfredino, di Gianna Manzini, regia di Fulvio Tolusso, 29 dicembre 1967.
- I fisici, di Friedrich Dürrenmatt, regia di Franco Enriquez, 13 febbraio 1968.
- Il segretario particolare, di Thomas Stearns Eliot, regia di José Quaglio, 16 giugno 1968.
- La vedova scaltra, di Carlo Goldoni, regia di Franco Enriquez, 24 settembre 1968.
- La presidentessa, di Maurice Hennequin e Pierre Veber, regia di Franco Enriquez, 17 dicembre 1968.
- I giusti, di Albert Camus, regia di Enrico Colosimo, 1 settembre 1970.
- Radici, dall'opera di Arnold Wesker, regia di Maurizio Scaparro, 5 novembre 1971.
- Un affare privato, di Giovanni Bormioli, regia di Pino Passalacqua, 18 giugno 1972.
- L'onore, di Hermann Sudermann, regia di Roberto Guicciardini, 17 gennaio 1975.
- Fragola e panna, di Natalia Ginzburg, regia di Roberto Guicciardini, 30 gennaio 1975.
- Al telefono, di André de Lorde e Charles Foley, regia di Maurizio Scaparro, 28 maggio 1975.
- Signora Ava, di Francesco Jovine, regia di Antonio Calenda, dal 23 settembre al 7 ottobre 1975.
- Lo stratagemma dei bellimbusti, di George Farquhar, regia di Mario Missiroli, 17 ottobre 1975.
- Quello della porta accanto, di Castellano e Pipolo, regia di Stefano De Stefani, 5 puntate, dal 19 ottobre al 23 novembre 1975.
- I buoni amici, di James Elward, regia di Raffaele Meloni, 14 novembre 1975.
- Aggressione nella notte, di Alfonso Sastre, regia di Pino Passalacqua, 19 dicembre 1975.
- La casa nuova, di Silvano Ambrogi, regia di Pino Passalacqua, 26 febbraio 1976.
- I servi, di Henri de Menihow, regia di Eugenio Plozza, TSI, 24 marzo 1976.
- Omobono e gli incendiari, di Max Frisch, regia di Raffaele Meloni, 2 aprile 1976.
- Il garofano rosso, regia di Piero Schivazappa, dall’11 al 25 novembre 1976.
- La villa, di Giovanni Guaita, regia di Ottavio Spadaro, 4 puntate, dal 28 agosto al 18 settembre 1977.
- Gastone, di Ettore Petrolini, regia di Maurizio Scaparro, 9 settembre 1977.
- Mustafà, di Ettore Petrolini, regia di Maurizio Scaparro, 16 settembre 1977.
- Jazz band, regia di Pupi Avati, dal 30 aprile al 14 maggio 1978.
- Cinema!!!, regia di Pupi Avati, dal 13 novembre al 4 dicembre 1979.
- Hanno bruciato il vecchio, regia di Vittorio Lusvardi, 1 gennaio 1980.
- Andria, di Niccolò Machiavelli, regia televisiva di Siro Marcellini, 7 novembre 1980.
- La Venere d'Ille, di Prosper Mérimée, regia di Mario e Lamberto Bava, 13 maggio 1981.
- La scoperta di Morniel Mathaway, di William Tenn, regia di Enrico Colosimo, 17 luglio 1982.
- Verdi, regia di Renato Castellani, dal 13 ottobre al 12 novembre 1982.
- Cirano di Bergerac, di Edmond Rostand, regia di Maurizio Scaparro, 6 dicembre 1982.
- Le ambizioni sbagliate, dal romanzo di Alberto Moravia, regia di Fabio Carpi,  14 e 17 ottobre 1983.
- All'ombra della grande quercia, sceneggiatura e regia di Alfredo Giannetti, dal 25 gennaio al 15 febbraio 1984.
- Voglia di cantare, regia di Vittorio Sindoni, dall’8 al 29 dicembre 1985.
- L'Achille Lauro - Viaggio nel terrore, regia di Alberto Negrin, 16-17 ottobre 1991.
- Il maresciallo Rocca, episodio Un maledetto incastro, regia di Giorgio Capitani, 22 marzo 1998.
- Le cinque giornate di Milano, regia di Carlo Lizzani, 5-6 dicembre 2004.
- Le ragazze dello swing, regia di Maurizio Zaccaro, 27-28 settembre 2010.

## Prosa radiofonica Rai
- Casa di bambola di Henrik Ibsen, regia di Enzo Ferrieri, trasmessa il 20 dicembre 1951.
- I Porta di Tullio Pinelli, regia di Claudio Fino, trasmessa il 27 dicembre 1951.
- Disdegno per disdegno di Agustín Moreto, regia di Corrado Pavolini, trasmessa il 2 gennaio 1955.
- L'importanza di chiamarsi Zadig di Antonio Passaro, regia di Anton Giulio Majano, trasmessa il 18 giugno 1956.
- Lo schiaffo, di André Roussin, regia di Marco Parodi, 31 marzo 1977.

## Opere
- A piedi nudi nel teatro, Edizioni Biografiche, 2008, ISBN 978-8888787190.